# Ut-Hörnsjön
Ut-Hörnsjön är en sjö i Nordmalings kommun i Ångermanland och ingår i Hörnåns huvudavrinningsområde. Sjön har en area på 0,191 kvadratkilometer och ligger 103 meter över havet.

## Delavrinningsområde
Ut-Hörnsjön ingår i det delavrinningsområde (708211-168596) som SMHI kallar för Ovan Lillbäcken. Medelhöjden är 145 meter över havet och ytan är 24,05 kvadratkilometer. Räknas de 28 avrinningsområdena uppströms in blir den ackumulerade arean 275,35 kvadratkilometer. Avrinningsområdets utflöde Hörnån mynnar i havet. Avrinningsområdet består mestadels av skog (68 procent), öppen mark (10 procent) och jordbruk (18 procent). Avrinningsområdet har 0,18 kvadratkilometer vattenytor vilket ger det en sjöprocent på 0,7 procent.